# William Duncan Silkworth
William Duncan Silkworth (ur. 1873?, zm. 1951) – lekarz amerykański, specjalista medycyny uzależnień. Wieloletni dyrektor szpitala Charlesa B. Townsa dla Uzależnionych od Narkotyków i Alkoholu w Nowym Jorku. W latach 30. leczył Billa W., przyszłego założyciela Anonimowych Alkoholików. Jego poglądy na alkoholizm stały się częścią filozofii AA. Poglądy te zostały włączone do podstawowej pozycji AA zwanej „Wielką Księgą” w rozdziale „Opinia lekarza”.